# Triarius nigroflavus
Triarius nigroflavus är en skalbaggsart som beskrevs av E. Riley, S. Clark och Gilbert 2001. Triarius nigroflavus ingår i släktet Triarius och familjen bladbaggar. Inga underarter finns listade i Catalogue of Life.